# Randy Robitaille
Randy Robitaille (né le 12 octobre 1975 à Ottawa, dans la province de l'Ontario au Canada) est un joueur professionnel de hockey sur glace.

## Carrière
Robitaille a débuté en jouant pour l'université de Miami dans le championnat universitaire américain (NCAA). Après deux bonnes saison, il est recruté par les Bruins de Boston de la Ligue nationale de hockey le 17 mars 1997. Dès sa sortie du collège, il joue son premier match de la LNH avec les Bruins. Cependant, il passe les deux saisons suivantes avec l'équipe école de Boston, les Bruins de Providence qui évoluent dans la Ligue américaine de hockey, ne faisant que quelques apparitions en LNH. Il participe au gain de la première coupe Calder de l'histoire de Providence au cours de la saison 1998-99 durant laquelle il remporte le trophée Les-Cunningham accordé au meilleur joueur de la saison LAH.
Le 25 juin 1999, il est échangé aux Thrashers d'Atlanta contre Peter Ferraro. Il ne reste pas bien longtemps à Atlanta avant d'être à nouveau échangé le 16 août 1999 aux Predators de Nashville contre Denny Lambert. À Nashville, il joue sa première saison LNH complète durant la saison 1999-2000. Cependant, après la saison 2000-2001, il devient agent libre, n'étant pas resigné par son équipe.
Les Kings de Los Angeles l'engagent le 7 juillet 2001. Au cours de la saison suivante il est réclamé au ballotage par les Penguins de Pittsburgh le 4 janvier 2002. Bien que jouant à Pittsburgh pendant deux saisons, il ne fait aucune saison complète pour cette franchise puisqu'étant échangé aux Islanders de New York le 9 mars 2003 en retour d'un choix de repêchage. Il termine la saison 2002-2003 avec les Islanders qui choisissent de ne pas lui resigner de contrat. Ce faisant, Robitaille devient agent libre sans restriction pour la première fois de sa carrière. Le 12 août 2003, il signe un contrat qui le ramène à Atlanta.
Pendant la saison annulée de 2004-2005, il joue en Suisse pour l'équipe de Zurich en LNA.La saison suivante, il signe le 19 août un nouveau contrat avec Nashville. Le 3 octobre 2005, il est envoyé en LAH et le jour suivant il est réclamé au ballotage par le Wild du Minnesota où il termine la saison.
Le 4 juillet 2006, Robitaille signe un contrat d'un an avec les Flyers de Philadelphie. Le 20 décembre, il est échangé avec un choix de repêchage contre Mike York aux Islanders de New York.
Le 23 août 2008, Robitaille signe un contrat pour trois ans avec un club suisse, le HC Lugano.
Il remporte la Coupe continentale 2013 avec le Donbass Donetsk.

## Statistiques
| Saison     | Équipe                   | Ligue      |     | Saison régulière | Saison régulière | Saison régulière | Saison régulière | Saison régulière |   | Séries éliminatoires | Séries éliminatoires | Séries éliminatoires | Séries éliminatoires | Séries éliminatoires |
| Saison     | Équipe                   | Ligue      | PJ  | B                | A                | Pts              | Pun              | PJ               | B | A                    | Pts                  | Pun                  |                      |                      |
| 1995-1996  | Redhawks de Miami        | NCAA       | 36  | 14               | 31               | 45               | 26               |                  |   |                      |                      |                      |                      |                      |
| 1996-1997  | Redhawks de Miami        | NCAA       | 39  | 27               | 34               | 61               | 44               |                  |   |                      |                      |                      |                      |                      |
| 1996-1997  | Bruins de Boston         | LNH        | 1   | 0                | 0                | 0                | 0                |                  |   |                      |                      |                      |                      |                      |
| 1997-1998  | Bruins de Providence     | LAH        | 48  | 15               | 29               | 44               | 16               |                  |   |                      |                      |                      |                      |                      |
| 1997-1998  | Bruins de Boston         | LNH        | 4   | 0                | 0                | 0                | 0                |                  |   |                      |                      |                      |                      |                      |
| 1998-1999  | Bruins de Boston         | LNH        | 4   | 0                | 2                | 2                | 0                | 1                | 0 | 0                    | 0                    | 0                    |                      |                      |
| 1998-1999  | Bruins de Providence     | LAH        | 74  | 28               | 74               | 102              | 34               | 19               | 6 | 14                   | 20                   | 20                   |                      |                      |
| 1999-2000  | Predators de Nashville   | LNH        | 69  | 11               | 14               | 25               | 10               |                  |   |                      |                      |                      |                      |                      |
| 2000-2001  | Admirals de Milwaukee    | LIH        | 19  | 10               | 23               | 33               | 4                |                  |   |                      |                      |                      |                      |                      |
| 2000-2001  | Predators de Nashville   | LNH        | 62  | 9                | 17               | 26               | 12               |                  |   |                      |                      |                      |                      |                      |
| 2001-2002  | Monarchs de Manchester   | LAH        | 6   | 7                | 3                | 10               | 0                |                  |   |                      |                      |                      |                      |                      |
| 2001-2002  | Kings de Los Angeles     | LNH        | 18  | 4                | 3                | 7                | 17               |                  |   |                      |                      |                      |                      |                      |
| 2001-2002  | Penguins de Pittsburgh   | LNH        | 40  | 10               | 20               | 30               | 16               |                  |   |                      |                      |                      |                      |                      |
| 2002-2003  | Penguins de Pittsburgh   | LNH        | 41  | 5                | 12               | 17               | 8                |                  |   |                      |                      |                      |                      |                      |
| 2002-2003  | Islanders de New York    | LNH        | 10  | 1                | 2                | 3                | 2                | 5                | 1 | 1                    | 2                    | 0                    |                      |                      |
| 2003-2004  | Thrashers d'Atlanta      | LNH        | 69  | 11               | 26               | 37               | 20               |                  |   |                      |                      |                      |                      |                      |
| 2004-2005  | ZSC Lions                | LNA        | 36  | 22               | 45               | 67               | 56               | 15               | 2 | 17                   | 19                   | 10                   |                      |                      |
| 2005-2006  | Wild du Minnesota        | LNH        | 67  | 12               | 28               | 40               | 54               |                  |   |                      |                      |                      |                      |                      |
| 2006-2007  | Flyers de Philadelphie   | LNH        | 28  | 5                | 12               | 17               | 22               |                  |   |                      |                      |                      |                      |                      |
| 2006-2007  | Islanders de New York    | LNH        | 50  | 6                | 17               | 23               | 22               | 5                | 0 | 2                    | 2                    | 8                    |                      |                      |
| 2007-2008  | Lokomotiv Iaroslavl      | Superliga  | 14  | 3                | 6                | 9                | 10               |                  |   |                      |                      |                      |                      |                      |
| 2007-2008  | Sénateurs d'Ottawa       | LNH        | 68  | 10               | 19               | 29               | 18               | 2                | 0 | 1                    | 1                    | 0                    |                      |                      |
| 2008-2009  | HC Lugano                | LNA        | 30  | 1                | 27               | 28               | 10               | 7                | 2 | 2                    | 4                    | 22                   |                      |                      |
| 2009-2010  | HC Lugano                | LNA        | 50  | 16               | 48               | 64               | 72               | 3                | 0 | 1                    | 1                    | 30                   |                      |                      |
| 2010-2011  | Rampage de San Antonio   | LAH        | 28  | 5                | 14               | 19               | 8                | -                | - | -                    | -                    | -                    |                      |                      |
| 2011-2012  | Metallourg Novokouznetsk | KHL        | 53  | 13               | 12               | 25               | 52               | -                | - | -                    | -                    | -                    |                      |                      |
| 2012-2013  | Metallourg Novokouznetsk | KHL        | 33  | 8                | 20               | 28               | 36               | -                | - | -                    | -                    | -                    |                      |                      |
| 2012-2013  | Donbass Donetsk          | KHL        | 11  | 4                | 5                | 9                | 8                | -                | - | -                    | -                    | -                    |                      |                      |
| 2013-2014  | Donbass Donetsk          | KHL        | 49  | 8                | 20               | 28               | 55               | 5                | 0 | 0                    | 0                    | 0                    |                      |                      |
| Totaux LNH | Totaux LNH               | Totaux LNH | 531 | 84               | 172              | 256              | 201              | 13               | 1 | 4                    | 5                    | 8                    |                      |                      |

## Récompenses individuelles
- 2009-2010 : topscorer (LNA)
- 2004-2005 : meilleur marqueur (LNA)
- 2004-2005 : plus grand nombre d'aides (LNA)
- 1998-1999 : trophée Les-Cunningham
- 1998-1999 : première équipe d'étoiles LAH
- 1996-1997 : première équipe d'étoiles de l'ouest (NCAA)
- 1996-1997 : première équipe d'étoiles (CCHA)